# Sophie Rolin
Pour les articles homonymes, voir Rolin.
Sophie Rolin est une joueuse française de volley-ball née le 23 mars 1978 à Nancy. Elle mesure 1,83 mètres et joue centrale. Elle a une fille qui est née le 05/06/2012. Et est maintenant agent administratif à la clinique St André ( Nancy ). 